# Écris l’histoire
"Écris l’histoire" – wydany 29 marca 2005 roku pierwszy singel z debiutanckiej płyty francuskiego piosenkarza, Grégory’ego Lemarchala, pod tytułem "Je deviens moi". Singel jeszcze w marcu 2005 roku stał się numerem drugim francuskiej listy przebojów i osiągnął miano platyny.